# Meremäe
Meremäe (deutsch: Merremäggi) ist eine ehemalige Landgemeinde im estnischen Kreis Võru mit einer Fläche von 132 km². Sie hatte 1007 Einwohner (Stand: 1. Januar 2017). Seit 2017 ist sie Teil der neugebildeten Landgemeinde Setomaa.
Meremäe liegt 34 km ostsüdostwärts von Võru und 104 km von Tartu entfernt im Osten des Landkreises an der Grenze zu Russland. Die Entfernung nach Petschory (estnisch Petseri, deutsch Petschur) beträgt 14 km.
Neben dem Hauptort Meremäe umfasste die Landgemeinde die Dörfer Ala-Tsumba, Antkruva, Ermakova, Helbi, Hilana, Hilläkeste, Holdi, Härmä, Ignasõ, Jaanimäe, Juusa, Jõksi, Kalatsova, Kangavitsa, Karamsina, Kasakova, Kastamara, Keerba, Kiiova, Kiislova, Kiksova, Kitsõ, Klistina, Korski, Kuigõ, Kuksina, Kusnetsova, Kõõru, Küllätüvä, Lepä, Lindsi, Lutja, Maaslova, Marinova, Martsina, Masluva, Melso, Merekülä, Miikse, Miku, Navikõ, Obinitsa, Olehkova, Ostrova, Paklova, Palandõ, Palo, Paloveere, Pelsi, Pliia, Poksa, Polovina, Puista, Raotu, Rokina, Ruutsi, Seretsüvä, Serga, Sirgova, Sulbi, Talka, Tedre, Tepia, Tessova, Teterüvä, Tiirhanna, Tiklasõ, Tobrova, Treiali, Triginä, Tsergondõ, Tsirgu, Tsumba, Tuplova, Tuulova, Tääglova, Ulaskova, Uusvada, Vaaksaarõ, Vasla, Veretinä, Vinski, Viro, Võmmorski, Väiko-Härmä und Väiko-Serga.
Wie die estnischen Ortschaften Värska, Mikitamäe, Misso und einige Gemeinden im heutigen Russland ist Meremäe traditionelles Siedlungsgebiet der Setukesen und Mitglied der Union der Gemeinden Setulands (Setumaa Valdade Liit).
Sehenswert sind die orthodoxe Kirche von Obinitsa (1952) sowie die traditionellen setukesischen Gebetshäuser am Wegesrand in Tobrova, Obinitsa und Uusvada.